# 브랜도 이턴
브랜도 이턴(Brando Eaton, 1986년 7월 17일 ~ )은 미국의 배우이다.

## 출연 작품

### 영화
- Bad Mother's Handbook (2008)
- 앨빈과 슈퍼밴드 2 (2009)
- 본 투 레이스 (2011, Born to Race)
- 아메리칸 스나이퍼 (2014)
- 캐빈 피버: 페이션트 제로 (2014)
- 우드론 (2015, Woodlawn)
- 썸 카인드 오브 헤이트 (2015)
- The Dog Lover (2016)
- 레이크 엘리스 (2017, Lake Alice)

### 텔레비전
- 조이 101 (2006, 2008)
- 멘탈 (2009)
- 덱스터 (2009-11)
- 미국 십대의 비밀생활 (2009-12)
- 아메리칸 호러 스토리 (2011)
- 멜리사 앤 조이 (2014)
- 어쿼드 (2014-16)